# Das Leben stinkt
Das Leben stinkt (engl. Originaltitel Life stinks) ist eine US-amerikanische Filmkomödie aus dem Jahr 1991 von Mel Brooks.

## Handlung
Der Milliardär Goddard Bolt ist ein skrupelloser Geschäftsmann. Für seine Bauprojekte wie Yachthäfen und Einkaufszentren vertreibt er Ureinwohner oder Kranke und Rentner.
Als er in Los Angeles für ein neues Projekt Grundstücke eines Slums erwirbt, kommt ihm sein Konkurrent Vance Crasswell zuvor und kauft die Hälfte des Slums. Da niemand dem anderen die Grundstücke verkaufen möchte, schließen beide eine Wette: Goddard Bolt muss 30 Tage in dem Slum überleben und darf dabei nicht auf seine finanziellen Mittel zurückgreifen oder sich als Milliardär zu erkennen geben. Zur Kontrolle wird ihm eine Fußfessel angelegt, die beim Verlassen des Slums Alarm schlägt. Dauert der Alarm länger als 30 Sekunden, hat Goddard Bolt die Wette verloren. Ausgesetzt im Slum, lernt der Milliardär die Gegensätze zwischen Arm und Reich am eigenen Leib kennen.
Er lernt dort eine ehemalige Tänzerin kennen, die für ihren Ehemann ihre Karriere aufgegeben hatte und nach dem Scheitern der Ehe in der Gosse landete. Diese Frau, Blechdosenkönigin genannt, und er verlieben sich ineinander. Es gelingt ihm seine Wette zu gewinnen, allerdings wurde er inzwischen von seinen Anwälten gemeinsam mit seinem Konkurrenten für unzurechnungsfähig erklärt. Nach einigen Wirren gelingt es ihm aber, seinen Konkurrenten vor laufender Fernsehkamera zu einem Geständnis zu bewegen, dass er die Wette gewonnen hat.
Der geläuterte Bolt lässt nun auf dem Gelände einen großen Park, Gratiswohnungen für die Slumbewohner sowie ein Krankenhaus für diese errichten und heiratet die ehemalige Tänzerin.

## Kritiken
Die Zeitschrift Cinema bezeichnete den Film als ein „soziales Märchen mit hohem Spaßfaktor“, welches „mit hintersinnigem Slapstick“ begeistert.
Das Lexikon des internationalen Films bezeichnete den Film als eine „seichte Komödie voller verklärender Sozial-Romantik“. Der Film führe „auf banale, oft auch peinliche Weise die städtische Welt der Armen“ vor. Der Regisseur setze „eher auf Klamauk und sentimentales Pathos“ anstatt „auf den Biß und die Frechheiten seiner früheren Filme“.
Die Deutsche Film- und Medienbewertung FBW in Wiesbaden verlieh dem Film das Prädikat „besonders wertvoll“.

## Hintergründe
Der Film wurde in Los Angeles und in den Culver Studios in Culver City gedreht. Er spielte in den Kinos der USA ca. 4,1 Millionen US-Dollar ein.